# 高氙酸钠
高氙酸钠，化学式 Na4XeO6，是高氙酸的钠盐。

## 制备
高氙酸钠可以由三氧化氙 XeO3、氢氧化钠 NaOH和臭氧 O3反应而成：
{\displaystyle {\ce {3 XeO3 + 12 NaOH + O3 -> 3 Na4XeO6 + 6 H2O}}}
它也可以由六氟化氙 XeF6和氢氧化钠反应而成：
{\displaystyle {\ce {4 XeF6 + 36 NaOH -> 3 Na4XeO6 + Xe + 24 NaF + 18 H2O}}}
高氙酸钠也可以由氙酸氢根 HXeO4−在氢氧化钠中歧化而成，但产率低于50%。

## 性质

### 物理性质
高氙酸钠有六水合物（Na4XeO6 · 6 H2O）和八水合物（Na4XeO6 · 8 H2O）。它们都是正交晶系的。
高氙酸钠的六水合物的空间群为 Pbca (No. 61)，晶格参数 a = 18.44 Å、b = 10.103 Å 和c = 5.873 Å。它的八水合物的空间群则是 Pbca (No. 60)，晶格参数 a = 11.86 Å、b = 10.36 Å和c = 10.43 Å。

### 化学性质
和其它高氙酸盐一样，高氙酸钠是一种稳定的强氧化剂。它可以把镅从+3氧化态氧化到+6，把+2氧化态的锰氧化到+7：
{\displaystyle \mathrm {8\ Mn^{\,2+}+5\ Na_{4}XeO_{6}+2\ H_{2}O\longrightarrow } } {\displaystyle \mathrm {8\ MnO_{4}^{\,-}+5\ Xe+20\ Na^{\,+}+4\ H^{\,+}} }
它和六氟化氙 XeF6 反应，形成二氟三氧化氙 XeO3F2。

## 扩展阅读
- 张青莲 等. 无机化学丛书 第一卷 稀有气体 氢 碱金属. 科学出版社